# Se solen sjunker
Se solen sjunker („Sieh die Sonne versinken“) ist ein schwedisches Volkslied.

## Text
Der schwedische Text:
Se solen sjunker ner bak höga bergens topp.

För nattens dystra skuggor Du flyr o sköna hopp.

Farväl. Farväl.

Ack, vännen glömde bort sin trogna väna brud.

La la la la la la la etc.
Eine deutsche Übersetzung:
Sieh die Sonne hinter dem hohen Berggipfel versinken.

Vor den düsteren Schatten der Nacht fliehst du, o schöne Hoffnung.

Lebe wohl. Lebe wohl.

Ach, der Freund vergaß seine treue holde Braut.

La la la la la la la la la la usw.

## Das Lied als Inspirationsquelle für Franz Schubert
Bekanntheit erlangte das Lied als Inspirationsquelle für den zweiten Satz (Andante con moto) und Teile des vierten Satzes des Klaviertrios Nr. 2 von Franz Schubert. Den langsamen zweiten Satz in c-Moll trägt eine Melodie, die Schuberts Freund Leopold von Sonnleithner später als die eines schwedischen Volksliedes bezeichnete. Schubert hatte das Lied Anfang November 1827 im Hause der Fröhlich-Schwestern gehört, als es dort vom schwedischen Tenor Isak Albert Berg vorgetragen wurde. Erst 1978, nach einer aufwendigen musikwissenschaftlichen Spurensuche, konnte das Lied als Se solen sjunker identifiziert werden; ging man zuvor davon aus, dass Schubert das Lied für das Trio schlichtweg übernahm, so zeigte sich nun, dass er es vielmehr verarbeitete und erweiterte.